# VE Kombinat Haus- und Küchengeräte Schwarzenberg
Das VE Kombinat Haus- und Küchengeräte Schwarzenberg war ein Unternehmen in der DDR in der Rechtsform eines VEB (Bezirksgeleitet) mit Sitz in Schwarzenberg/Erzgeb., das von 1981 bis 1990 bestand.

## Unternehmen des Kombinates
- VEB Eisenwerk Wittigsthal/Johanngeorgenstadt (Stammbetrieb der Kombinatsleitung; Produktion von emaillierten Kohlebadeöfen, Kraftstofftanks für den Pkw Trabant 601 und 1.1; Kohleherde; Teilezulieferer für die Fahrzeugindustrie; Kleingewächshäuser (Frühbeete))
- VEB Cromefa Crottendorf (Haus- und Küchengeräte, wie Siebe u. a.)
- VEB Elektrowerkzeugbau Eibenstock (Elektrobohrmaschinen; Rührwerke)
- VEB Flaschengasgerätewerk Elterlein (Propangasflaschen, 3, 5, 11, 33 kg; Luftbehälter für die Fahrzeugindustrie; Regenerierung von Gasflaschen)
- VEB Mechanik Ehrenfriedersdorf (Handbohrmaschinen, elektrische Heckenscheren)
- VEB Kompressorenbau Meerane (elektrische Kleinkompressoren)
- VEB Licht- und Sonnenschutzanlagen Neukirchen (Karl-Marx-Stadt) (Sonnenschutzmarkisen; elektrische Rolltore aus Aluprofilen; Bierkästen für die Brauereien im Getränkekombinat Karl-Marx-Stadt)
- VEB Stempel- und Gravuren Grünhain
- VEB Stempel- und Gravuren Schlema
- VEB Herd- und Ofenguß (Gußeerzeugnisse, z. B. Gullydeckel)
- VEB Gewindewerkzeugbau Karl-Marx-Stadt (Whitewordgewinde für die Heizungsindustrie)
- VEB Kleinmetallwaren Karl-Marx-Stadt
- VEB ELMA Markersbach (Dienstleistungen im Elektrohandwerk)
- VEB Aluform Markersbach (Springbackformen u. a.)
- VEB Hauswaltwaren Elterlein (Haus- und Küchenerzeugnisse, u. a. Tee-Eier)
- VEB Haushaltwaren Grünhain
- VEB Küchengeräte Morgenröthe-Rautenkranz (Brotschneidemaschinen, handbetätigt)
- VEB Maschinenbau Reichenbach
- VEB Metall- und Lackierwaren Beierfeld (Kehrschaufeln, lackierte Erzeugnisse)
- VEB Metall- und Plastverarbeitung Beierfeld (Kraftstoffbehälter für Trabant 601; Tortenhauben; Drehstühle)
- VEB Industrielackierung Beierfeld (Lohnlackierungen)
- VEB Metallbehälterbau Bernsbach (Speisebehälter, Alu)
- VEB Stahlkassettenbau Bernsbach (Stahlkassetten)
- VEB Metalltechnik Beierfeld (Stanzerzeugnisse für Armee und Fahrzeugindustrie, zum Beispiel für den Lkw IFA W50 aus dem VEB IFA Automobilwerke Ludwigsfelde)
- VEB Methan Tannenberg (Lochwände für Werkzeuge, Blechschränke)
- VEB Kleinmetallwaren Sosa (Stanzerzeugnisse)
- VEB Drahtverarbeitung Karl-Marx Stadt (Federn/Drähte)
- VEB Blechkonstruktionen Burkhardtsdorf (Lochwände für Werkzeuge, Blechschränke)
- VEB Entstaubungstechnik Beierfeld (Entstaubungsanlagen für Gießereien, Holzverarbeitung; Akkumulatorenherstellung u. a.)
- VEB Umformwerk Schwarzenberg (Blechkoffer; Stanzwaren)
- VEB Ringmechanik Schwarzenberg (Bürolocher)
- VEB Lackierung Beierfeld/Bauernweg (lackierte Blechwaren)
- VEB Nadelstab- und Maschinenfabrik Stollberg (ausgegliedert aus dem VE Kombinat Mechanisierung Karl-Marx-Stadt)
- VEB Herde Pfeilhammer/Pöhla (Herde)
- VEB Wildenauer Metallwarenfabrik (Wimi) (Produktion auf andere Kombinatsbetriebe verteilt und Sitz des Direktorates Wissenschaft und Technik; Kaderleitung; Rationalisierungsmittelabteilung)